# Гаврилов, Яков Иванович
Яков Иванович Гаврилов (род. 1910) — советский инженер-металлург, начальник научно-исследовательского отделения Научно-исследовательского радиотехнического института МРП СССР. Заслуженный работник НИИДАР (1975). Герой Социалистического Труда (1971).

## Биография
Родился 4 февраля 1910 года в Москве. 
С 1933 по 1938 годы проходил обучение на технологическом факультете Московского института стали и сплавов имени И. В. Сталина, по окончании которого получил специализацию инженера-металлурга. С 1938 по 1948 годы, в течение десяти лет работал на предприятиях в системе Народного комиссариата авиационной промышленности СССР, на заводе №20 в должностях — старшего инженера и заместителя начальника прессово-кузнечного цеха, на заводе № 41 в должностях — руководителя кузнечно-литейного цеха и начальника технологического бюро. 
16 сентября 1945 года Указом Президиума Верховного Совета СССР «за создание новых образцов техники в период войны» Яков Иванович Гаврилов был награждён Орденом Трудового Красного Знамени.
С 1949 года начал свою трудовую деятельность на Московском заводе № 37, в последующем — Научно-исследовательский радиотехнический институт Министерства радиопромышленности СССР: с 1949 по 1953 годы работал в должностях — начальника цеха и производства, с 1953 по 1960 годы — главный технолог. С 1960 по 1978 годы, в течение восемнадцати лет, Я. И. Гаврилов являлся — руководителем  научно-исследовательского отделения № 5 Московского научно-исследовательского радиотехнического института, с 1972 года — Научно-исследовательского института дальней радиосвязи, под его руководством и при непосредственном участии были разработаны и внедрены в производство новые методики повышения надёжности в области технологии и организации производства радиотехнической техники.
20 апреля 1956 года Указом Президиума Верховного Совета СССР «за создание новых образцов техники» Яков Иванович Гаврилов был награждён Орденом «Знак Почёта».
26 апреля 1971 года «закрытым» Указом Президиума Верховного Совета СССР «за выдающиеся заслуги в выполнении заданий пятилетнего плана и создание новой техники» Яков Иванович Гаврилов был удостоен звания Героя Социалистического Труда с вручением Ордена Ленина и золотой медали «Серп и Молот». 
С 1978 года после выхода на заслуженный отдых жил в Москве. 

## Награды
- Медаль «Серп и Молот» (26.04.1971)
- Орден Ленина (26.04.1971)
- Орден Трудового Красного Знамени (16.09.1945)
- Орден «Знак Почёта» (20.04.1956)
- Две Медали «За трудовую доблесть» (11.07.1943; 29.07.1966)
- Медаль «За доблестный труд в Великой Отечественной войне 1941—1945 гг.»

### Звания
- Заслуженный работник НИИДАР (25.04.1975)